# Pollos
Pollos – gmina w Hiszpanii, w prowincji Valladolid, w Kastylii i León, o powierzchni 50,53 km². W 2011 roku gmina liczyła 649 mieszkańców.